# Helga Botermann

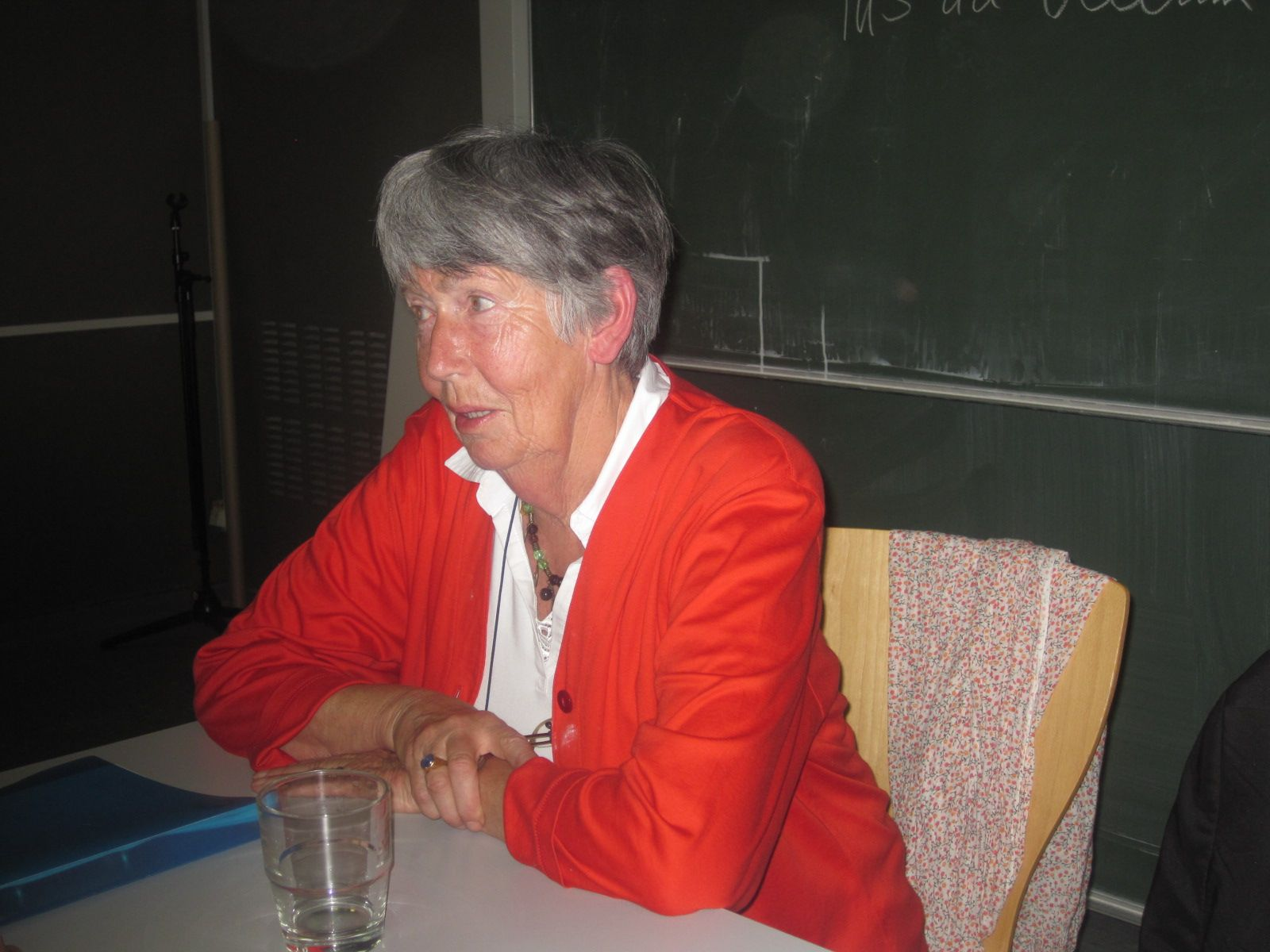
Helga Botermann während eines Vortrags 2012 in Marburg

Helga Botermann (* 30. Juni 1938 in Bückeburg) ist eine deutsche Althistorikerin.
Helga Botermann studierte Geschichte und lateinische Philologie an den Universitäten Göttingen und Freiburg. Im Jahr 1966 wurde sie bei Alfred Heuß in Göttingen promoviert. Im Jahr 1967 absolvierte sie das zweite Staatsexamen. Von 1968 bis zu ihrem Ruhestand 2003 lehrte sie als Dozentin (Studienrätin im Hochschuldienst, zuletzt Akademische Oberrätin) am Seminar für Alte Geschichte der Universität Göttingen. Im Jahr 1998 erfolgte ihre Habilitation.
Botermanns Forschungsschwerpunkte sind die späte Römische Republik, das Römische Reich mit den geographischen Schwerpunkten Gallien und Kleinasien sowie die Juden und Christen im Altertum. In ihrer 2005 veröffentlichten Darstellung Wie aus Galliern Römer wurden befasste sie sich mit bislang wegen der schlechten Quellenlage kaum erforschten Entwicklung der römischen Provinz Gallia Narbonensis.

## Schriften (Auswahl)
- Wie aus Galliern Römer wurden. Leben im Römischen Reich. Klett-Cotta, Stuttgart 2005, ISBN 3-608-94048-0.
- Das Judenedikt des Kaisers Claudius. Römischer Staat und „Christiani“ im 1. Jahrhundert (= Hermes. Einzelschriften. Heft 71). Steiner, Stuttgart 1996, ISBN 3-515-06863-5[3]
- Die Soldaten und die römische Politik in der Zeit von Caesars Tod bis zur Begründung des Zweiten Triumvirats (= Zetemata. Band 46). C. H. Beck, München 1968 (zugleich Dissertation Universität Göttingen 1965)[4]